# Igreja Presbiteriana Evangélica na África do Sul
A Igreja Presbiteriana Evangélica na África do Sul (IPEAS) (em inglês Evangelical Presbyterian Church in South Africa) é uma denominação reformada na África do Sul, formada em 1875, por missionários suíços.

## História
Em 1875, missionários suíços (enviados pela Igreja Reformada Suíça) se estabeleceram entre os tsongas. A partir da evangelização e plantação de igrejas, vários tsongas se converteram, consequentemente, foi organizada a Igreja Presbiteriana Tsonga. O rápido crescimento da indústria de mineração atraiu muitos membros para as cidades. Congregações foram estabelecidas em Pretória, Reef e, posteriormente, nas áreas de Welkom (Estado Livre de Orange), e também em Cuazulo-Natal. Com a expansão, a denominação mudou de nome e passou a se chamar Igreja Presbiteriana Evangélica na África do Sul.
A denominação é conhecida pelo seu trabalho de evangelismo e plantação de igrejas, bem como na conscientização e prevenção do contágio de AIDS entre a população sul-africana.

## Estrutura
A denominação se estrutura como um sínodo, com 7 presbitérios.

## Doutrina
A denominação é caracterizada por ser direcionada aos tsongas. Por isso, os cultos e todos seus documentos formais são feitos na língua tsonga.
A IPEAS subscreve o Credo dos Apóstolos e o Credo niceno-constantinopolitano Além disso, a denominação aceita ordenação de mulheres.

## Relações Inter-eclesiásticas
A igreja é membro do Concílio Mundial das Igrejas. E da Comunhão Mundial das Igrejas Reformadas.